# Coalición Panpúrpura
La Coalición Panpúrpura (en chino: 泛紫聯盟) o la Alianza de la Equidad y la Justicia es una alianza de asociaciones sociales tipo organización paraguas de la República de China (Taiwán). La coalición agrupa a nueve organizaciones que propugnan el bienestar social y promueve las causas de los desfavorecidos. Aboga por la tributación progresiva, un sistema nacional de seguridad social, reformas educativas y por la igualdad social y de género.
Su nombre hace referencia a la Coalición pan-azul y la Coalición pan-verde, dos coaliciones políticas también con sede en Taiwán. La Coalición Pan-púrpura ha acusado a la pan-Azul y a la pan-verde, de causar divisiones sociales por las cuestiones de la reunificación y la independencia, y ha rechazado unirse a cualquiera de los grupos a pesar de que algunas de las organizaciones pertenecen individualmente a alguno de los dos grupos. En última instancia, no es considerada una facción política en Taiwán, sino más bien un grupo que apoya la actual situación de statu quo entre la China continental y Taiwán.